# 光検出器
光検出器（ひかりけんしゅつき、英: photodetector）とは、光電効果などを応用して、光を電気信号に変換することにより、光を検出する装置である。光センサ（ひかりセンサ、Photosensor）、受光素子（じゅこうそし）ともいう。

## 光電効果型

### 外部光電効果を利用したもの
- 光電子増倍管(フォトマル、PMT)は、光を当てると光電陰極から電子が飛び出し、ダイノードで増幅される。
- 光電管は、光を当てると光電陰極から電子が飛び出し、フォトレジスタに似た挙動を示す。

### 内部光電効果を利用したもの
内部光電効果を利用したものは、そのほとんどが素子物質として半導体を用いている。内部光電効果には多くの種類があるが、光伝導効果と光起電力効果を利用する検出器が主流である。

#### 光伝導型
光伝導型には真性半導体を用いた真性光伝導セルと、不純物半導体を用いた不純物光伝導セルとがある。
- 真性光伝導セルとして、可視領域用のCdSセル、近赤外領域のPbSやInSbセル、中赤外領域用のHgCdTeセルなどがある。
- 不純物光伝導セルとして、Geを母体とし、不純物としてAu、Hg、Cu、Zn、Beなどを添加したものが赤外領域で広く用いられる。これらは0.16～0.02 eVのイオン化電圧をもつため、熱励起を避けるための冷却が必要である。

#### 光起電型(フォトダイオード)
光起電型はpn接合を用いたものが大部分で、SiやGeを母体としたものはSiセルあるいはGeセルと呼ばれている。可視から近赤外にかけて良好な特性をもつため用途も広い。光起電型に逆バイアス電圧を加えて電流を取り出す形で用いると、極めて優れた測定特性をもつようになる。フォトダイオードと一般に呼ばれており、光電子増倍管に置き換えて使われることが多くなっている。フォトトランジスタはフォトダイオードと同じ検出方法を利用するが、出力を増幅する機構を内蔵する。
CCDも光起電型の検出器である。
- 太陽電池は、光を当てると電圧が発生し電流が流れる。
- フォトレジスタあるいは光依存性抵抗 (LDR) は、光の強度によって電気抵抗が変化する。

## 熱効果型
光の入射で発生する熱に反応するだけであり、事実上温度計として機能する光検出器である。
- 焦電検出器　：強誘電体結晶の永久双極子モーメントが光加熱によって変化し、その電流を電圧に変換して光パワーメーターあるいはオシロスコープで測定する。パルス幅が数ピコ秒から数百マイクロ秒の光パルスのエネルギーを測定するために使われる。
- ゴーレイセル　：赤外線を検出する。
- ボロメータ　：光吸収に伴う温度上昇によって生じる電気抵抗の変化を利用する。
- 熱電対　：それほど敏感ではない
- サーミスタ　：それほど敏感ではない

## 製造メーカー
- 浜松ホトニクス[2]
- キーエンス[2]
- パナソニック[2]
- オムロン[2]

## その他
- 写真乾板は化学変化を利用した検出器で、銀塩分子が金属銀とハロゲン原子に分離する。現像液でも同様の分離が起こる。
- 極低温探知器は、X線や可視光や近赤外線の光子のエネルギーを充分測定できるほど敏感である[3]。

## 天文学・素粒子物理学への応用
天文学の分野では、画像を記録する検出器として電荷結合素子 (CCD) がよく使われているが、1990年代以前は写真乾板が一般的であった。よく使われていたのは、湿度等の環境の変化によって縮んだり変形したりすることがあるフィルムではなく、ガラス乾板である。しかしコダックは、天空観測に使われる数種類の乾板を1980～2000年に製造中止した。たとえば、T. M. Girard らによる論文を参照。次世代の天文機器（たとえばすざくを参照）には、極低温探知器が使われている。
素粒子物理学では、素粒子を追跡・特定する装置として粒子検出器が使われている。